# Cinquième circonscription du Puy-de-Dôme
La cinquième circonscription du Puy-de-Dôme est l'une des cinq circonscriptions législatives françaises que compte le département du Puy-de-Dôme (63) situé en région Auvergne-Rhône-Alpes.
Dans les médias, cette circonscription est dite la circonscription de Thiers-Ambert, les deux principales villes de la circonscription.

## Description géographique et démographique

### De 1958 à 1986
La délimitation des circonscriptions paraît au Journal officiel du 14 octobre 1958.
(Ordonnance n° 58-945)
La cinquième circonscription est composée des cantons suivants :
- canton d'Aigueperse
- canton de Combronde
- canton d'Ennezat
- canton de Manzat
- canton de Menat
- canton de Montaigut-en-Combraille
- canton de Pionsat
- canton de Pontaumur
- canton de Pontgibaud
- canton de Randan
- canton de Riom-Est
- canton de Riom-Ouest
- canton de Saint-Gervais-d'Auvergne

### À partir de 1988
La cinquième circonscription du Puy-de-Dôme est délimitée par le découpage électoral de la loi no 86-1197 du 24 novembre 1986
, elle regroupe les divisions administratives suivantes :
- canton d'Ambert
- canton d'Arlanc
- canton de Châteldon
- canton de Courpière
- canton de Cunlhat
- canton de Lezoux
- canton de Maringues
- canton d'Olliergues
- canton de Saint-Amant-Roche-Savine
- canton de Saint-Anthème
- canton de Saint-Germain-l'Herm
- canton de Saint-Rémy-sur-Durolle
- canton de Thiers
- canton de Viverols.

D'après le recensement général de la population en 1999, réalisé par l'Institut national de la statistique et des études économiques (INSEE), la population totale de cette circonscription est estimée à 84310 habitants,.
Après redécoupage de la circonscription, il y avait en 2012 129 680 habitants d'après l'INSEE.

## Historique des députations
| Législature | Début de mandat | Fin de mandat  | Député               | Parti politique | Observations |
| ----------- | --------------- | -------------- | -------------------- | --------------- | --- |
| IIe         | 6 décembre 1962 | 2 avril 1967   | Fernand Sauzedde     | SFIO            | |
| IIIe        | 3 avril 1967    | 30 mai 1968    | Fernand Sauzedde     | SFIO            | Mandat écourté à la suite d'une dissolution parlementaire décidée par Charles de Gaulle.                                                                       |
| IVe         | 11 juillet 1968 | 1er avril 1973 | Fernand Sauzedde     | SFIO            | |
| Ve          | 2 avril 1973    | 2 avril 1978   | Fernand Sauzedde     | PS              | |
| VIe         | 3 avril 1978    | 22 mai 1981    | René Barnérias       | UDF             | Mandat écourté à la suite d'une dissolution parlementaire décidée par François Mitterrand.                                                                     |
| VIIe        | 2 juillet 1981  | 1er avril 1986 | Maurice Adevah-Pœuf  | PS              | |
| VIIIe       | 2 avril 1986    | 14 mai 1988    | Maurice Adevah-Pœuf  | PS              | Proportionnelle par département, pas de député par circonscription. Mandat écourté à la suite d'une dissolution parlementaire décidée par François Mitterrand. |
| IXe         | 23 juin 1988    | 1er avril 1993 | Maurice Adevah-Pœuf, | PS,             | |
| Xe          | 2 avril 1993    | 21 avril 1997  | Jean-Marc Chartoire, | UDF,            | Mandat écourté à la suite d'une dissolution parlementaire décidée par Jacques Chirac.                                                                          |
| XIe         | 12 juin 1997    | 18 juin 2002   | Maurice Adevah-Pœuf, | PS,             | |
| XIIe        | 19 juin 2002    | 19 juin 2007   | André Chassaigne,    | PCF,            | |
| XIIIe       | 20 juin 2007    | 19 juin 2012   | André Chassaigne,    | PCF,            | |
| XIVe        | 20 juin 2012    | 20 juin 2017   | André Chassaigne,    | PCF,            | |
| XVe         | 21 juin 2017    | 21 juin 2022   | André Chassaigne,    | PCF,            | |
| XVIe        | 22 juin 2022    | 9 juin 2024    | André Chassaigne     | PCF             | Mandat écourté à la suite d'une dissolution parlementaire décidée par Emmanuel Macron.                                                                         |
| XVIIe       | 8 juillet 2024  | 31 mars 2025   | André Chassaigne     | PCF             | André Chassaigne démissionne le 31 mars 2025 afin de retrouver un mandat local,.                                                                               |
| XVIIe       | 1er avril 2025  | en cours       | Julien Brugerolles   | PCF             | André Chassaigne démissionne le 31 mars 2025 afin de retrouver un mandat local,.                                                                               |

## Historique des élections

### Élections de 1958
| Candidat       | Candidat             | Parti          | Premier tour | Premier tour | Second tour | Second tour |  |
| Candidat       | Candidat             | Parti          | Voix         | %            | Voix        | %           |  |
| -------------- | -------------------- | -------------- | ------------ | ------------ | ----------- | ----------- |  |
|                | Joseph Dixmier élu   | CNIP           | 9 047        | 20           | 21 285      | 46,96       |  |
|                | Camille Vacant       | SFIO           | 8 404        | 18,57        | 16 680      | 36,8        |  |
|                | André Michel         | Radsoc         | 7 969        | 17,61        | Retrait     | Retrait     |  |
|                | Léon Bernet-Rollande | MRP            | 7 277        | 16,08        | Retrait     | Retrait     |  |
|                | Eugène Fourvel       | PCF            | 7 045        | 15,57        | 7 363       | 16,24       |  |
|                | Maurice Bouletreau   | UNR            | 3 806        | 8,41         | Retrait     | Retrait     |  |
|                | Joseph Veysset       | UFF            | 1 696        | 3,75         |             |             |  |
|                |                      |                |              |              |             |             |  |
| Inscrits       | Inscrits             | Inscrits       | 67 398       | 100,00       | 67 404      | 100,00      |  |
| Abstentions    | Abstentions          | Abstentions    | 21 351       | 31,68        | 21 073      | 31,26       |  |
| Votants        | Votants              | Votants        | 46 047       | 68,32        | 46 331      | 68,74       |  |
| Blancs et nuls | Blancs et nuls       | Blancs et nuls | 803          | 1,74         | 1 003       | 2,16        |  |
| Exprimés       | Exprimés             | Exprimés       | 45 244       | 98,26        | 45 328      | 97,84       |  |

Le suppléant de Joseph Dixmier était le Docteur Michel Clément, médecin-chef à la maternité de Riom, conseiller général du canton de Riom-Est.

### Élections de 1962
| Candidat       | Candidat               | Parti          | Premier tour | Premier tour | Second tour | Second tour |  |
| Candidat       | Candidat               | Parti          | Voix         | %            | Voix        | %           |  |
| -------------- | ---------------------- | -------------- | ------------ | ------------ | ----------- | ----------- |  |
|                | Eugène Fourvel élu     | PCF            | 7 453        | 19,14        | 17 168      | 38,92       |  |
|                | Pierre Roussel         | SFIO           | 6 246        | 16,04        | Retrait     | Retrait     |  |
|                | Joseph Dixmier sortant | CNIP           | 5 809        | 14,92        | 12 011      | 27,23       |  |
|                | André Michel           | Radsoc         | 5 104        | 13,11        | Retrait     | Retrait     |  |
|                | Paul Amadieu           | UNR-UDT        | 4 745        | 12,19        | 14 935      | 33,86       |  |
|                | Pierre Baraduc         | MRP            | 3 939        | 10,12        | Retrait     | Retrait     |  |
|                | Maurice Bouletreau     | RI             | 3 904        | 10,03        | Retrait     | Retrait     |  |
|                | René Bouscayrol        | PSU            | 945          | 2,43         |             |             |  |
|                | Raymond Morel          | Modérés        | 786          | 2,02         |             |             |  |
|                |                        |                |              |              |             |             |  |
| Inscrits       | Inscrits               | Inscrits       | 64 806       | 100,00       | 65 785      | 100,00      |  |
| Abstentions    | Abstentions            | Abstentions    | 24 832       | 38,32        | 20 545      | 31,23       |  |
| Votants        | Votants                | Votants        | 39 974       | 61,68        | 45 240      | 68,77       |  |
| Blancs et nuls | Blancs et nuls         | Blancs et nuls | 1 043        | 2,61         | 1 126       | 2,49        |  |
| Exprimés       | Exprimés               | Exprimés       | 38 931       | 97,39        | 44 114      | 97,51       |  |

Le suppléant d'Eugène Fourvel était Amédée Léonard, délégué mineur, conseiller municipal de Neuf-Église.

### Élections de 1967
| Candidat       | Candidat               | Parti                     | Premier tour | Premier tour | Second tour | Second tour |  |
| Candidat       | Candidat               | Parti                     | Voix         | %            | Voix        | %           |  |
| -------------- | ---------------------- | ------------------------- | ------------ | ------------ | ----------- | ----------- |  |
|                | Michel Duval élu       | RI                        | 13 490       | 27,52        | 26 466      | 52,5        |  |
|                | Eugène Fourvel sortant | PCF                       | 12 889       | 26,29        | 23 949      | 47,5        |  |
|                | Roger Quilliot         | FGDS (SFIO)               | 11 154       | 22,75        | Retrait     | Retrait     |  |
|                | Paul Amadieu           | Divers droite (Gaulliste) | 4 573        | 9,33         |             |             |  |
|                | Léon Bernet-Rollande   | CD (PDM)                  | 3 717        | 7,58         |             |             |  |
|                | Pierre Marliac         | Modérés                   | 2 748        | 5,61         |             |             |  |
|                | René Bouscayrol        | PSU                       | 447          | 0,91         |             |             |  |
|                |                        |                           |              |              |             |             |  |
| Inscrits       | Inscrits               | Inscrits                  | 64 755       | 100,00       | 64 745      | 100,00      |  |
| Abstentions    | Abstentions            | Abstentions               | 14 987       | 23,14        | 13 101      | 20,23       |  |
| Votants        | Votants                | Votants                   | 49 768       | 76,86        | 51 644      | 79,77       |  |
| Blancs et nuls | Blancs et nuls         | Blancs et nuls            | 750          | 1,51         | 1 229       | 2,38        |  |
| Exprimés       | Exprimés               | Exprimés                  | 49 018       | 98,49        | 50 415      | 97,62       |  |

Le suppléant de Michel Duval était Paul Chassaing, notaire, conseiller général, maire de Pontaumur.

### Élections de 1968
| Candidat       | Candidat                   | Parti          | Premier tour | Premier tour | Second tour | Second tour |  |
| Candidat       | Candidat                   | Parti          | Voix         | %            | Voix        | %           |  |
| -------------- | -------------------------- | -------------- | ------------ | ------------ | ----------- | ----------- |  |
|                | Michel Duval sortant réélu | RI (URP)       | 24 553       | 49,38        | 27 405      | 53,76       |  |
|                | Roger Quilliot             | FGDS (SFIO)    | 12 358       | 24,86        | 23 573      | 46,24       |  |
|                | Eugène Fourvel             | PCF            | 9 686        | 19,48        | Retrait     | Retrait     |  |
|                | Marcel Audebert            | CD (PDM)       | 2 341        | 4,71         |             |             |  |
|                | François Garrigue          | PSU            | 780          | 1,57         |             |             |  |
|                |                            |                |              |              |             |             |  |
| Inscrits       | Inscrits                   | Inscrits       | 64 082       | 100,00       | 64 075      | 100,00      |  |
| Abstentions    | Abstentions                | Abstentions    | 13 834       | 21,59        | 12 533      | 19,56       |  |
| Votants        | Votants                    | Votants        | 50 248       | 78,41        | 51 542      | 80,44       |  |
| Blancs et nuls | Blancs et nuls             | Blancs et nuls | 530          | 1,05         | 564         | 1,09        |  |
| Exprimés       | Exprimés                   | Exprimés       | 49 718       | 98,95        | 50 978      | 98,91       |  |

Le suppléant de Michel Duval était Paul Chassaing.

### Élections de 1973
| Candidat       | Candidat             | Parti          | Premier tour | Premier tour | Second tour | Second tour |  |
| Candidat       | Candidat             | Parti          | Voix         | %            | Voix        | %           |  |
| -------------- | -------------------- | -------------- | ------------ | ------------ | ----------- | ----------- |  |
|                | Michel Duval sortant | RI (URP)       | 21 802       | 41,74        | 26 969      | 48,42       |  |
|                | Edmond Vacant élu    | PS (UGSD)      | 15 983       | 30,6         | 28 730      | 51,58       |  |
|                | Armand Mansat        | PCF            | 9 909        | 18,97        | Retrait     | Retrait     |  |
|                | Marcel Audebert      | CD (MR)        | 3 414        | 6,54         |             |             |  |
|                | Guy Mouney           | LO             | 1 125        | 2,15         |             |             |  |
|                |                      |                |              |              |             |             |  |
| Inscrits       | Inscrits             | Inscrits       | 65 684       | 100,00       | 65 674      | 100,00      |  |
| Abstentions    | Abstentions          | Abstentions    | 12 654       | 19,26        | 9 270       | 14,12       |  |
| Votants        | Votants              | Votants        | 53 030       | 80,74        | 56 404      | 85,88       |  |
| Blancs et nuls | Blancs et nuls       | Blancs et nuls | 797          | 1,5          | 705         | 1,25        |  |
| Exprimés       | Exprimés             | Exprimés       | 52 233       | 98,5         | 55 699      | 98,75       |  |

Le suppléant d'Edmond Vacant était Roger Masle, propriétaire-exploitant, maire de Buxières-sous-Montaigut.

### Élections de 1978
| Candidat       | Candidat                    | Parti          | Premier tour | Premier tour | Second tour | Second tour |  |
| Candidat       | Candidat                    | Parti          | Voix         | %            | Voix        | %           |  |
| -------------- | --------------------------- | -------------- | ------------ | ------------ | ----------- | ----------- |  |
|                | Michel Duval                | UDF (PR)       | 24 195       | 39,18        | 30 443      | 47,49       |  |
|                | Edmond Vacant sortant réélu | PS             | 21 340       | 34,55        | 33 657      | 52,51       |  |
|                | Jean-Claude Jacob           | PCF            | 10 212       | 16,53        | Retrait     | Retrait     |  |
|                | Roger Tounzé                | RPR            | 3 357        | 5,44         |             |             |  |
|                | Serge Vasset                | LCR            | 1 744        | 2,82         |             |             |  |
|                | Pierre Marconnet            | MRG            | 912          | 1,48         |             |             |  |
|                |                             |                |              |              |             |             |  |
| Inscrits       | Inscrits                    | Inscrits       | 73 107       | 100,00       | 73 196      | 100,00      |  |
| Abstentions    | Abstentions                 | Abstentions    | 10 369       | 14,18        | 8 281       | 11,31       |  |
| Votants        | Votants                     | Votants        | 62 738       | 85,82        | 64 915      | 88,69       |  |
| Blancs et nuls | Blancs et nuls              | Blancs et nuls | 978          | 1,56         | 815         | 1,26        |  |
| Exprimés       | Exprimés                    | Exprimés       | 61 760       | 98,44        | 64 100      | 98,74       |  |

Le suppléant d'Edmond Vacant était Bernard Favodon, exploitant agricole, maire adjoint de Saint-Hilaire-la-Croix.

### Élections de 1981
| Candidat       | Candidat                    | Parti          | Premier tour | Premier tour | Second tour | Second tour |  |
| Candidat       | Candidat                    | Parti          | Voix         | %            | Voix        | %           |  |
| -------------- | --------------------------- | -------------- | ------------ | ------------ | ----------- | ----------- |  |
|                | Edmond Vacant sortant réélu | PS             | 26 885       | 48,13        | 35 318      | 59,32       |  |
|                | Claude Liebermann           | UDF (CDS)      | 21 799       | 39,03        | 24 220      | 40,68       |  |
|                | Jean-Claude Jacob           | PCF            | 7 175        | 12,84        |             |             |  |
|                |                             |                |              |              |             |             |  |
| Inscrits       | Inscrits                    | Inscrits       | 75 902       | 100,00       | 75 890      | 100,00      |  |
| Abstentions    | Abstentions                 | Abstentions    | 19 292       | 25,42        | 15 533      | 20,47       |  |
| Votants        | Votants                     | Votants        | 56 610       | 74,58        | 60 357      | 79,53       |  |
| Blancs et nuls | Blancs et nuls              | Blancs et nuls | 751          | 1,33         | 819         | 1,36        |  |
| Exprimés       | Exprimés                    | Exprimés       | 55 859       | 98,67        | 59 538      | 98,64       |  |

Le suppléant d'Edmond Vacant était Bernard Favodon.

### Élections de 1988
| Candidat       | Candidat                          | Parti           | Premier tour | Premier tour | Second tour | Second tour |  |
| Candidat       | Candidat                          | Parti           | Voix         | %            | Voix        | %           |  |
| -------------- | --------------------------------- | --------------- | ------------ | ------------ | ----------- | ----------- |  |
|                | Maurice Adevah-Pœuf sortant réélu | PS              | 18 554       | 41,75        | 25 439      | 51,8        |  |
|                | Georges Chometon sortant          | UDF (CDS) (URC) | 17 067       | 38,4         | 23 671      | 48,2        |  |
|                | André Chassaigne                  | PCF             | 5 253        | 11,82        |             |             |  |
|                | Claude Jaffrès                    | FN              | 3 570        | 8,03         |             |             |  |
|                |                                   |                 |              |              |             |             |  |
| Inscrits       | Inscrits                          | Inscrits        | 66 364       | 100,00       | 66 342      | 100,00      |  |
| Abstentions    | Abstentions                       | Abstentions     | 20 941       | 31,55        | 15 795      | 23,81       |  |
| Votants        | Votants                           | Votants         | 45 423       | 68,45        | 50 547      | 76,19       |  |
| Blancs et nuls | Blancs et nuls                    | Blancs et nuls  | 979          | 2,16         | 1 437       | 2,84        |  |
| Exprimés       | Exprimés                          | Exprimés        | 44 444       | 97,84        | 49 110      | 97,16       |  |

Le suppléant de Maurice Adevah-Pœuf était Henri Rigal, conseiller général, maire de Cunlhat.

### Élections de 1993
| Candidat       | Candidat                    | Parti          | Premier tour | Premier tour | Second tour | Second tour |  |
| Candidat       | Candidat                    | Parti          | Voix         | %            | Voix        | %           |  |
| -------------- | --------------------------- | -------------- | ------------ | ------------ | ----------- | ----------- |  |
|                | Jean-Marc Chartoire élu     | UDF (AD)       | 18 255       | 41,92        | 25 021      | 56,7        |  |
|                | Maurice Adevah-Pœuf sortant | PS (ADFP)      | 10 809       | 24,82        | 19 109      | 43,3        |  |
|                | André Chassaigne            | PCF            | 5 820        | 13,36        |             |             |  |
|                | Jacques Chanet              | FN             | 4 051        | 9,3          |             |             |  |
|                | Yves Mérat                  | GÉ (EÉ)        | 2 341        | 5,38         |             |             |  |
|                | Patrick Granet              | LT-LNÉ         | 1 271        | 2,92         |             |             |  |
|                | Claude Dufour               | LO             | 1 000        | 2,3          |             |             |  |
|                |                             |                |              |              |             |             |  |
| Inscrits       | Inscrits                    | Inscrits       | 65 359       | 100,00       | 65 339      | 100,00      |  |
| Abstentions    | Abstentions                 | Abstentions    | 18 835       | 28,82        | 17 706      | 27,1        |  |
| Votants        | Votants                     | Votants        | 46 524       | 71,18        | 47 633      | 72,9        |  |
| Blancs et nuls | Blancs et nuls              | Blancs et nuls | 2 977        | 6,4          | 3 503       | 7,35        |  |
| Exprimés       | Exprimés                    | Exprimés       | 43 547       | 93,6         | 44 130      | 92,65       |  |

Le suppléant de Jean-Marc Chartoire était Pierre Rimbaud, d'Ambert.

### Élections de 1997
| Candidat       | Candidat                    | Parti          | Premier tour | Premier tour | Second tour | Second tour |  |
| Candidat       | Candidat                    | Parti          | Voix         | %            | Voix        | %           |  |
| -------------- | --------------------------- | -------------- | ------------ | ------------ | ----------- | ----------- |  |
|                | Jean-Marc Chartoire sortant | UDF (AD)       | 12 213       | 29,38        | 20 526      | 46,87       |  |
|                | Maurice Adevah-Pœuf élu     | PS             | 11 585       | 27,86        | 23 264      | 53,13       |  |
|                | André Chassaigne            | PCF            | 8 403        | 20,21        | Retrait     | Retrait     |  |
|                | Jacques Chanet              | FN             | 4 954        | 11,92        |             |             |  |
|                | Claude Dufour               | LO             | 1 199        | 2,88         |             |             |  |
|                | Hubert Constancias          | MÉI            | 1 178        | 2,83         |             |             |  |
|                | Claude Bonnot               | LDI (MPF)      | 988          | 2,38         |             |             |  |
|                | Jean-Luc Vincent            | GÉ             | 869          | 2,09         |             |             |  |
|                | Patrick Chanier             | MDR            | 187          | 0,45         |             |             |  |
|                |                             |                |              |              |             |             |  |
| Inscrits       | Inscrits                    | Inscrits       | 64 230       | 100,00       | 64 214      | 100,00      |  |
| Abstentions    | Abstentions                 | Abstentions    | 19 833       | 30,88        | 16 570      | 25,8        |  |
| Votants        | Votants                     | Votants        | 44 397       | 69,12        | 47 644      | 74,2        |  |
| Blancs et nuls | Blancs et nuls              | Blancs et nuls | 2 821        | 6,35         | 3 854       | 8,09        |  |
| Exprimés       | Exprimés                    | Exprimés       | 41 576       | 93,65        | 43 790      | 91,91       |  |

Le suppléant de Maurice Adevah-Pœuf était Yves Fournet-Fayard, conseiller général du canton d'Olliergues, maire de Vertolaye, Président de la communauté de communes du Pays d'Olliergues, fonctionnaire.

### Élections de 2002
| Candidat       | Candidat                 | Parti          | Premier tour | Premier tour | Second tour | Second tour |  |
| Candidat       | Candidat                 | Parti          | Voix         | %            | Voix        | %           |  |
| -------------- | ------------------------ | -------------- | ------------ | ------------ | ----------- | ----------- |  |
|                | Marie-Gabrielle Gagnadre | UMP            | 16 999       | 40,53        | 19 852      | 48,66       |  |
|                | André Chassaigne élu     | PCF            | 9 604        | 22,9         | 20 944      | 51,34       |  |
|                | Martine Munoz            | PS             | 8 282        | 19,75        | Retrait     | Retrait     |  |
|                | Jacques Chanet           | FN             | 3 848        | 9,17         |             |             |  |
|                | Sylvie Mercier           | LCR            | 808          | 1,93         |             |             |  |
|                | Nadine Picouleau         | CPNT           | 698          | 1,66         |             |             |  |
|                | Gabrielle Capron         | LO             | 696          | 1,66         |             |             |  |
|                | Hubert Constancias       | MÉI            | 634          | 1,51         |             |             |  |
|                | Yvon Bonnemaison         | MNR            | 373          | 0,89         |             |             |  |
|                | Jean-Louis Dhuit         | Divers         | 0            | 0            |             |             |  |
|                |                          |                |              |              |             |             |  |
| Inscrits       | Inscrits                 | Inscrits       | 64 969       | 100,00       | 64 957      | 100,00      |  |
| Abstentions    | Abstentions              | Abstentions    | 21 809       | 33,57        | 22 598      | 34,79       |  |
| Votants        | Votants                  | Votants        | 43 160       | 66,43        | 42 359      | 65,21       |  |
| Blancs et nuls | Blancs et nuls           | Blancs et nuls | 1 218        | 2,82         | 1 563       | 3,69        |  |
| Exprimés       | Exprimés                 | Exprimés       | 41 942       | 97,18        | 40 796      | 96,31       |  |

Le suppléant d'André Chassaigne était Claude Nowotny, DVG, ingénieur territorial, responsable associatif à Thiers.

### Élections de 2007
| Candidat       | Candidat                       | Parti          | Premier tour | Premier tour | Second tour | Second tour |  |
| Candidat       | Candidat                       | Parti          | Voix         | %            | Voix        | %           |  |
| -------------- | ------------------------------ | -------------- | ------------ | ------------ | ----------- | ----------- |  |
|                | André Chassaigne sortant réélu | PCF            | 17 979       | 43,76        | 27 819      | 65,9        |  |
|                | Anne-Marie Delannoy            | UMP            | 12 068       | 29,37        | 14 393      | 34,1        |  |
|                | Martine Munoz                  | PS             | 4 403        | 10,72        |             |             |  |
|                | Bernard Lacroix                | UDF–MoDem      | 2 320        | 5,65         |             |             |  |
|                | Éric Faurot                    | FN             | 1 263        | 3,07         |             |             |  |
|                | Pierre Pic                     | LCR            | 514          | 1,25         |             |             |  |
|                | Franck Soulfour                | MPF            | 420          | 1,02         |             |             |  |
|                | Hubert Constancias             | MÉI            | 409          | 1            |             |             |  |
|                | Joseph Beaussaron              | CPNT           | 371          | 0,9          |             |             |  |
|                | Philippe Le Pont               | Les Verts      | 356          | 0,87         |             |             |  |
|                | Gabrielle Capron               | LO             | 288          | 0,7          |             |             |  |
|                | Jean-Pierre Mondanel           | Divers         | 256          | 0,62         |             |             |  |
|                | Pierre Fortier                 | Divers         | 255          | 0,62         |             |             |  |
|                | Perine Dulac                   | MNR            | 182          | 0,44         |             |             |  |
|                |                                |                |              |              |             |             |  |
| Inscrits       | Inscrits                       | Inscrits       | 66 319       | 100,00       | 66 316      | 100,00      |  |
| Abstentions    | Abstentions                    | Abstentions    | 24 187       | 36,47        | 23 001      | 34,68       |  |
| Votants        | Votants                        | Votants        | 42 132       | 63,53        | 43 315      | 65,32       |  |
| Blancs et nuls | Blancs et nuls                 | Blancs et nuls | 1 048        | 2,49         | 1 103       | 2,55        |  |
| Exprimés       | Exprimés                       | Exprimés       | 41 084       | 97,51        | 42 212      | 97,45       |  |

### Élections de 2012
| Candidat       | Candidat                       | Parti          | Premier tour | Premier tour | Second tour | Second tour |  |
| Candidat       | Candidat                       | Parti          | Voix         | %            | Voix        | %           |  |
| -------------- | ------------------------------ | -------------- | ------------ | ------------ | ----------- | ----------- |  |
|                | André Chassaigne sortant réélu | FG (PCF)       | 24 523       | 41,16        | 37 257      | 67,49       |  |
|                | Maxime Costilhes               | UMP            | 11 936       | 20,03        | 17 947      | 32,51       |  |
|                | Martine Munoz                  | PS             | 10 987       | 18,44        |             |             |  |
|                | Erik Faurot                    | RBM (FN)       | 7 541        | 12,66        |             |             |  |
|                | Michel Sauvade                 | CpF (MoDem)    | 2 045        | 3,43         |             |             |  |
|                | Hubert Constancias             | EÉLV           | 935          | 1,57         |             |             |  |
|                | Patricia Gerbaud               | PRV            | 452          | 0,76         |             |             |  |
|                | Philippe De Freitas            | LT-LNÉ         | 386          | 0,65         |             |             |  |
|                | Sandrine Clavières             | NPA            | 277          | 0,46         |             |             |  |
|                | Michèle Decombas               | AÉI            | 267          | 0,45         |             |             |  |
|                | Gabrielle Capron               | LO             | 227          | 0,38         |             |             |  |
|                |                                |                |              |              |             |             |  |
| Inscrits       | Inscrits                       | Inscrits       | 100 343      | 100,00       | 100 234     | 100,00      |  |
| Abstentions    | Abstentions                    | Abstentions    | 39 717       | 39,58        | 42 959      | 42,86       |  |
| Votants        | Votants                        | Votants        | 60 626       | 60,42        | 57 275      | 57,14       |  |
| Blancs et nuls | Blancs et nuls                 | Blancs et nuls | 1 050        | 1,73         | 2 071       | 3,62        |  |
| Exprimés       | Exprimés                       | Exprimés       | 59 576       | 98,27        | 55 204      | 96,38       |  |

### Élections de 2017
|                                                                              |                                                                                  |                           |                           |                          |                          |
|                                                                              |                                                                                  | Premier tour 11 juin 2017 | Premier tour 11 juin 2017 | Second tour 18 juin 2017 | Second tour 18 juin 2017 |
|                                                                              |                                                                                  |                           |                           |                          |                          |
|                                                                              |                                                                                  | Nombre                    | % des inscrits            | Nombre                   | % des inscrits           |
| Inscrits                                                                     | Inscrits                                                                         | 102 060                   | 100,00                    | 102 047                  | 100,00                   |
| Abstentions                                                                  | Abstentions                                                                      | 48 202                    | 47,23                     | 51 053                   | 50,03                    |
| Votants                                                                      | Votants                                                                          | 53 858                    | 52,77                     | 50 994                   | 49,97                    |
|                                                                              |                                                                                  |                           | % des votants             |                          | % des votants            |
| Bulletins blancs                                                             | Bulletins blancs                                                                 | 604                       | 1,12                      | 1 685                    | 3,30                     |
| Bulletins nuls                                                               | Bulletins nuls                                                                   | 328                       | 0,61                      | 1 128                    | 2,21                     |
| Suffrages exprimés                                                           | Suffrages exprimés                                                               | 52 926                    | 98,27                     | 48 181                   | 94,48                    |
|                                                                              |                                                                                  |                           |                           |                          |                          |
| Candidat Étiquette politique (partis et alliances)                           | Candidat Étiquette politique (partis et alliances)                               | Voix                      | % des exprimés            | Voix                     | % des exprimés           |
|                                                                              |                                                                                  |                           |                           |                          |                          |
|                                                                              | André Chassaigne (député sortant) Parti communiste français                      | 18 444                    | 34,85                     | 30 620                   | 63,55                    |
|                                                                              | Sébastien Gardette La République en marche                                       | 15 491                    | 29,27                     | 17 561                   | 36,45                    |
|                                                                              | Jérôme Jayet Front national                                                      | 5 267                     | 9,95                      |                          |                          |
|                                                                              | Myriam Fougère Les Républicains                                                  | 5 125                     | 9,68                      |                          |                          |
|                                                                              | Sara Perret La France insoumise                                                  | 3 612                     | 6,82                      |                          |                          |
|                                                                              | Gérard Betenfeld Parti socialiste                                                | 1 704                     | 3,22                      |                          |                          |
|                                                                              | Jérémy Prévost Debout la France                                                  | 845                       | 1,60                      |                          |                          |
|                                                                              | Claire Lespagnol Europe Écologie Les Verts                                       | 716                       | 1,35                      |                          |                          |
|                                                                              | Mikaël Montagnon Écologiste (Confédération pour l'homme, l'animal et la planète) | 669                       | 1,26                      |                          |                          |
|                                                                              | Florence Dinouard Union des démocrates et indépendants                           | 495                       | 0,94                      |                          |                          |
|                                                                              | Jeannine Laubreton Divers (Union populaire républicaine)                         | 320                       | 0,60                      |                          |                          |
|                                                                              | Gabrielle Capron Lutte ouvrière                                                  | 238                       | 0,45                      |                          |                          |
| Source : Ministère de l'Intérieur - Cinquième circonscription du Puy-de-Dôme |                                                                                  |                           |                           |                          |                          |

### Élections de 2022
| Résultats des élections législatives des 12 et 19 juin 2022 de la 5e circonscription du Puy-de-Dôme |                          |                          |              |              |             |             |
| Candidat                                                                                            | Candidat                 | Parti et coalition       | Premier tour | Premier tour | Second tour | Second tour |
| Candidat                                                                                            | Candidat                 | Parti et coalition       | Voix         | %            | Voix        | %           |
| | André Chassaigne         | PCF (NUPES)              | 25 686       | 49,13        | 30 966      | 69,43       |
| | Brigitte Carletto        | RN                       | 9 964        | 19,06        | 13 633      | 30,57       |
| | Karine Legrand           | LREM (ENS)               | 9 156        | 17,51        |             |             |
| | Yves Courthaliac         | LR (UDC)                 | 4 172        | 7,98         |             |             |
| | Jérémy Prévost           | REC                      | 1 328        | 2,54         |             |             |
| | Philippe Le Pont         | PA                       | 738          | 1,41         |             |             |
| | Pascal Pointud           | LMR                      | 644          | 1,23         |             |             |
| | Gabrielle Capron         | LO                       | 535          | 1,02         |             |             |
| | Emmanuelle Tarrerias     | DVG                      | 56           | 0,11         |             |             |
| Votes valides                                                                                       | Votes valides            | Votes valides            | 52 279       | 97,83        | 44 599      | 90,39       |
| Votes blancs                                                                                        | Votes blancs             | Votes blancs             | 762          | 1,43         | 3 328       | 6,74        |
| Votes nuls                                                                                          | Votes nuls               | Votes nuls               | 397          | 0,74         | 1 415       | 2,87        |
| Total                                                                                               | Total                    | Total                    | 53 438       | 100          | 49 342      | 100         |
| Abstention                                                                                          | Abstention               | Abstention               | 50 979       | 48,82        | 55 101      | 52,76       |
| Inscrits / participation                                                                            | Inscrits / participation | Inscrits / participation | 104 417      | 51,18        | 104 443     | 47,24       |

### Élections de 2024
Député sortant : André Chassaigne (Parti communiste français).
| Candidat                 | Candidat                 | Parti et coalition       | Nuance                   | Premier tour | Premier tour | Second tour | Second tour |
| Candidat                 | Candidat                 | Parti et coalition       | Nuance                   | Voix         | %            | Voix        | %           |
| ------------------------ | ------------------------ | ------------------------ | ------------------------ | ------------ | ------------ | ----------- | ----------- |
|                          | André Chassaigne         | PCF (NFP)                | UG                       | 27 134       | 37,78        | 38 293      | 55,27       |
|                          | Brigitte Carletto        | RN                       | RN                       | 26 595       | 37,02        | 30 993      | 44,73       |
|                          | Véronique Bastet         | RE (ENS)                 | ENS                      | 11 166       | 15,54        |             |             |
|                          | Yves Courthaliac         | LR                       | LR                       | 6 154        | 8,57         |             |             |
|                          | Gabrielle Capron         | LO                       | EXG                      | 783          | 1,09         |             |             |
|                          |                          |                          |                          |              |              |             |             |
| Suffrages exprimés       | Suffrages exprimés       | Suffrages exprimés       | Suffrages exprimés       | 71 835       | 97,15        | 69 286      | 92,89       |
| Votes blancs             | Votes blancs             | Votes blancs             | Votes blancs             | 1 383        | 1,87         | 3 901       | 3,71        |
| Votes nuls               | Votes nuls               | Votes nuls               | Votes nuls               | 727          | 0,98         | 1 400       | 1,33        |
| Total                    | Total                    | Total                    | Total                    | 73 945       | 100          | 74 587      | 100         |
| Abstention               | Abstention               | Abstention               | Abstention               | 31 135       | 29,63        | 30 470      | 29,00       |
| Inscrits / participation | Inscrits / participation | Inscrits / participation | Inscrits / participation | 105 052      | 70,39        | 105 057     | 71,00       |

#### Département du Puy-de-Dôme
- La fiche de l'INSEE de cette circonscription : « Tableaux et Analyses de la cinquième circonscription du Puy-de-Dôme », sur insee.fr, site de l'Institut national de la statistique et des études économiques (consulté le 10 juin 2007) [PDF]

- « Tous les députés du département du Puy-de-Dôme depuis 1789 », sur assemblee-nationale.fr, site de l'Assemblée nationale française (consulté le 10 juin 2007)

- « Informations contentieuses sur le département du Puy-de-Dôme (Élections législatives de 2002) »(Archive.org • Wikiwix • Archive.is • Google • Que faire ?), sur conseil-constitutionnel.fr, site du Conseil constitutionnel (consulté le 13 juin 2007)

#### Circonscriptions en France
- « Carte des circonscriptions législatives en France », sur assemblee-nationale.fr, site de l'Assemblée nationale française (consulté le 20 juin 2007)

- « Résultats électoraux officiels en France »(Archive.org • Wikiwix • Archive.is • Google • Que faire ?), sur interieur.gouv.fr, site du ministère de l'Intérieur (France) (consulté le 13 juin 2007)

- Description et Atlas des circonscriptions électorales de France sur Atlaspol, site de cartographie géopolitique, consulté le 13 juin 2007.